# Кайзен
Кайзен (改善, jap. kai Промяна, zen към по-добро), промяна към по-добро е японска дума за философия за живота и работата, в центъра на която стои стремежът към непрекъснато и безкрайно подобряване. Подобряването се извършва при едно постепенно и прецизно усъвършенстване или оптимиране на продукт или процес. За първи път понятието кайзен е използвано в редица японски компании в периода на възстановяването на японската промишленост след Втората световна война, като е известно най-много като част от практиката на производство, известна като Пътят на Тойота.
В западните страни тази концепция е възприета в промишлеността и развита като система за управление наречена „Процес на продължаващо подобряване на качеството“, която има за цел подобряването на качеството на производство и намаляване на разходите.

## Начало на развитие на системата
След унищожителната за Япония Втора световна война, американските окупационни войски въвеждат нови закони за работниците, с които осигуряват по-благоприятни условия за тях. Фирмата Тойота, която се намира по това време също при много тежки условия, разработват заедно с профсъюзите един вариант на отношенията между работодатели и работници, който и днес е основата за отношенията им в автомобилната промишленост. При това работниците получават доживотна гаранция за осигурено работно място и възнаграждение, което е свързано с прослужените години и печалбата на фирмата. При тези условия работната ръка във фирмата се превръща в по-значителна инвестиция от машините за фирмата. За разлика от машините, които могат да се бракуват, човешкият капитал трябва да носи печалба на фирмата за около 40 години. Това изисква да се подобряват непрекъснато способностите на работната ръка, за да се използват пълноценно знанията, опита и работоспособността им през този период.

## Пет централни стълба на Кайзен

### Ориентиране към процеса
Ориентирането към процеса означава, че процеса трябва да се документира и подобрява. Същественото е да се оптимира печалбата. Това е възможно при голяма задоволеност на клиента тъй като спечелването на клиенти е по-скъпо от запазването им. Използването на методи за подобряването на процесите, както е при Кайзен въздейства положително на процесите на обновяване.

### Ориентиране към клиента
Кайзен разделя клиентите на вътрешни и външни. Външните клиенти са крайните потребители, а вътрешният клиент е в самото предприятие, който преработва продукцията по-нататък. За да се отстранят проблемите и дадат по-добри постижения, се извършват допитвания до клиентите.

### Ориентиране към качеството
Извършва се един постоянен тотален контрол на качеството, при който с един измервателен метод се осигурява непрекъснат контрол на качеството. Данните за качеството и методите за контрол се описват и установяват с подходящи стандарти за качеството.

### Ориентиране към критиката
Критиката се разглежда в Кайзен като шанс за непрекъснато подобряване. Поради това критиката е не само разрешена, а и желана. Всеки сътрудник е предизвикан да дава предложения за подобряване. Ръководството трябва да ги приема конструктивно и да ги внедрява колкото е възможно по-широко. Предложенията се проверяват за ползата, която носят и се оценяват, за да може при положителна обща оценка да се приемат в процесите на предприятието. Получава се един постоянен кръг от планиране, действие, контрол и подобрение.

### Стандартизация
Когато се въвежда едно подобрение, което се е доказало като добро, тогава моделът на процеса трябва да се интегрира за постоянно в системата като стандарт. Когато стандартизацията е завършена, се търси следващото подобряване.

## Използвани инструменти на работа
- Правилата 5S – правила са насочени основно към производственото работно място, неговата организация и
- Проверката 7М (Диаграма на Ишикава): проверката на седемте важни фактора а именно човек, машина, материал, метод, околна среда, управление и меримост (измеряемост)